# Campeonato Oficial de Fútbol Femenino 2006
El XII Campeonato Oficial de Fútbol Femenino se jugó en Lima el año 2006. También denominado Campeonato Metropolitano de Fútbol Femenino (Perú). Se jugó bajo el formato de torneo apertura y torneo clausura.

## Contexto
Se planteó desarrollar un Campeonato Nacional de Fútbol Femenino 2006 con sede en Urubamba (Cusco) con participantes de Lima, Tacna, Trujillo, Arequipa, Ica y Cusco.

## Torneo apertura

### Fecha 1 [Jun 10]
Nene Cubillas     0-8 Maracaná        
San Marcos       0-13 JC Sport Girls     
La Molina        0-13 Santiago de Surco

### Fecha 2 [Jun 17]
Nene Cubillas    0-16 Santiago de Surco
San Marcos        1-4 Maracaná         
JC Sport Girls   14-0 La Molina

### Fecha 3 [Jun 24]
Nene Cubillas     0-3 San Marcos       
Maracaná         14-0 La Molina
Santiago de Surco 1-2 JC Sport Girls   

### Fecha 4 [Jul 1] y [Jul 15]
Maracaná          0-5 Santiago de Surco
JC Sport Girls   19-0 Nene Cubillas
San Marcos        bt  La Molina    

### Fecha 5 [Jul 8]
Nene Cubillas     4-0 La Molina
San Marcos        0-2 Santiago de Surco
JC Sport Girls    6-0 Maracaná 

### Tabla
| Club                               | PJ | PG | PE | PP | Puntos |
| ---------------------------------- | -- | -- | -- | -- | ------ |
| JC Sport Girls                     | 5  | 5  | 0  | 0  | 15     |
| Municipalidad de Santiago de Surco | 5  | 4  | 0  | 1  | 12     |
| Real Maracaná Chosica              | 5  | 3  | 0  | 2  | 9      |
| Universidad San Marcos             | 5  | 2  | 0  | 3  | 6      |
| Nene Cubillas                      | 5  | 1  | 0  | 4  | 3      |
| Municipal de La Molina             | 5  | 0  | 0  | 5  | 0      |

## Torneo clausura

### Round 1 [Aug 5] y [Aug 30?]
La Molina        0-15 Santiago de Surco
Nene Cubillas     0-4 Maracaná
JC Sport Girls   13-0 San Marcos

### Round 2 [Aug 11]
San Marcos        bt  Maracaná    [reportado 1-2]
Nene Cubillas     0-6 Santiago de Surco
JC Sport Girls   20-0 La Molina

### Round 3 [Aug 19]
Nene Cubillas     0-3 San Marcos
JC Sport Girls    4-1 Santiago de Surco
Maracaná          7-1 La Molina 

### Round 4
JC Sport Girls  vs  Nene Cubillas 
Santiago de Surco vs  Maracaná          
San Marcos vs La Molina 

### Round 5 [Sep 9]
Nene Cubillas vs  La Molina
JC Sport Girls  vs Maracaná
San Marcos vs  Santiago de Surco   

### Tabla acumulada[2]
| Club                               | PJ | PG | PE | PP | Puntos |
| ---------------------------------- | -- | -- | -- | -- | ------ |
| JC Sport Girls                     | 10 | 10 | 0  | 0  | 30     |
| Municipalidad de Santiago de Surco | 9  | 7  | 0  | 2  | 21     |
| Real Maracaná Chosica              | 10 | 5  | 0  | 5  | 15     |
| Universidad San Marcos             | 9  | 5  | 0  | 4  | 15     |
| Nene Cubillas                      | 9  | 1  | 0  | 8  | 3      |
| Municipal de La Molina             | 9  | 0  | 0  | 9  | 0      |

JC Sport Girls se proclamó campeón del apertura y clausura. Por tanto no fue necesario disputar una final. Obtuvo de esta forma su segundo título.